# District de Darganata
Le district de Darganata (anciennement le district de Birata) est un district de la province de Lebap au Turkménistan. 
Le centre administratif du district est la ville de Darganata.

## Source
- (en) Cet article est partiellement ou en totalité issu de l’article de Wikipédia en anglais intitulé « Darganata District » (voir la liste des auteurs).